# Callia lycoides
Callia lycoides là một loài bọ cánh cứng trong họ Cerambycidae.